# Francis Lalanne
Pour les articles homonymes, voir Lalanne.
Francis Lalanne, né le 8 août 1958 à Bayonne, est un auteur-compositeur-interprète français, également acteur, écrivain et poète.
Il devient célèbre en 1986 pour son titre On se retrouvera, bande originale du film de son frère René Manzor, Le Passage. Il prête en 1996 sa voix au personnage de Quasimodo dans la version française du Bossu de Notre-Dame des studios Disney.
Se démarquant des années 1980 à 2010 par un engagement humaniste, écologiste, social et antiraciste, il prend à partir de 2021 de nombreuses positions controversées. À l'occasion de la pandémie de Covid-19, il tient des propos complotistes et appelle ouvertement à la désobéissance civile et à un coup d’État, ce qui lui vaut finalement le bannissement de son compte twitter. Lors de l'invasion de l'Ukraine par la Russie, il diffuse des informations pro-Kremlin et participe à des clips de campagne pro-russes avec des artistes du pays.
Il relaye également des infox sur de nombreux autres sujets et rejoint, aux élections européennes de 2024, la liste d'extrême droite "France libre" menée par l'humoriste Dieudonné, avant d'être déclaré inéligible pour 18 mois en avril 2025 pour ne pas avoir déposé ses comptes de campagne.
Il fait l'objet de plusieurs procédures pénales ou condamnations pour violences verbales et physiques et d'une condamnation pour harcèlement moral sur ex-conjointe.

## Biographie

### Enfance et formation
Né dans l'avion qui ramenait ses parents de Jordanie, Francis Lalanne est issu d'une famille cosmopolite : ses grands-parents maternels étaient libanais et ses grands-parents paternels béarnais et basques. Sa mère Saïde Manzor est née en Uruguay, et son père Francis, qui a vingt ans de plus que son épouse, est diplomate des Nations unies au Moyen-Orient. Il est le neveu de l’ambassadeur d'Uruguay au Liban, José Aiub Manzor, originaire de Bcharré, au Liban-Nord.
Francis Lalanne est le frère aîné de René Lalanne, dit René Manzor (1959), réalisateur et scénariste, et de Jean-Félix Lalanne (1962), guitariste et compositeur.
Il passe son enfance à Mont-de-Marsan, puis vit douze ans en Uruguay, et revient ensuite à Marseille, où il finit sa scolarité à l'École de Provence, établissement jésuite.
Après ses douze années en Uruguay, le futur chanteur débute des cours d'arts dramatique au conservatoire de Marseille.

### Carrière

#### Auteur-compositeur-interprète
Après son baccalauréat, il s'installe à Paris pour s'inscrire en lettres modernes à la Sorbonne, et chante dans les asiles et les prisons. Il réalise une maquette qui est alors refusée par les maisons de disques. En 1979, grâce à Frank Thomas qui en assure la direction artistique, il enregistre son premier album, Rentre chez toi. Sur France Inter, l'animateur Jean-Louis Foulquier diffuse dans son émission les chansons de l'album qui reçoit le grand prix des Disquaires de France et devient disque d'or.
Quelques mois après la sortie du disque, il fait ses premiers concerts au Théâtre du Taur à Toulouse, avant de se produire à Marseille, à Vénissieux, à La Flèche, au Printemps de Bourges et au Théâtre de la Ville. Il sort son deuxième album, Francis Lalanne, l'année suivante.

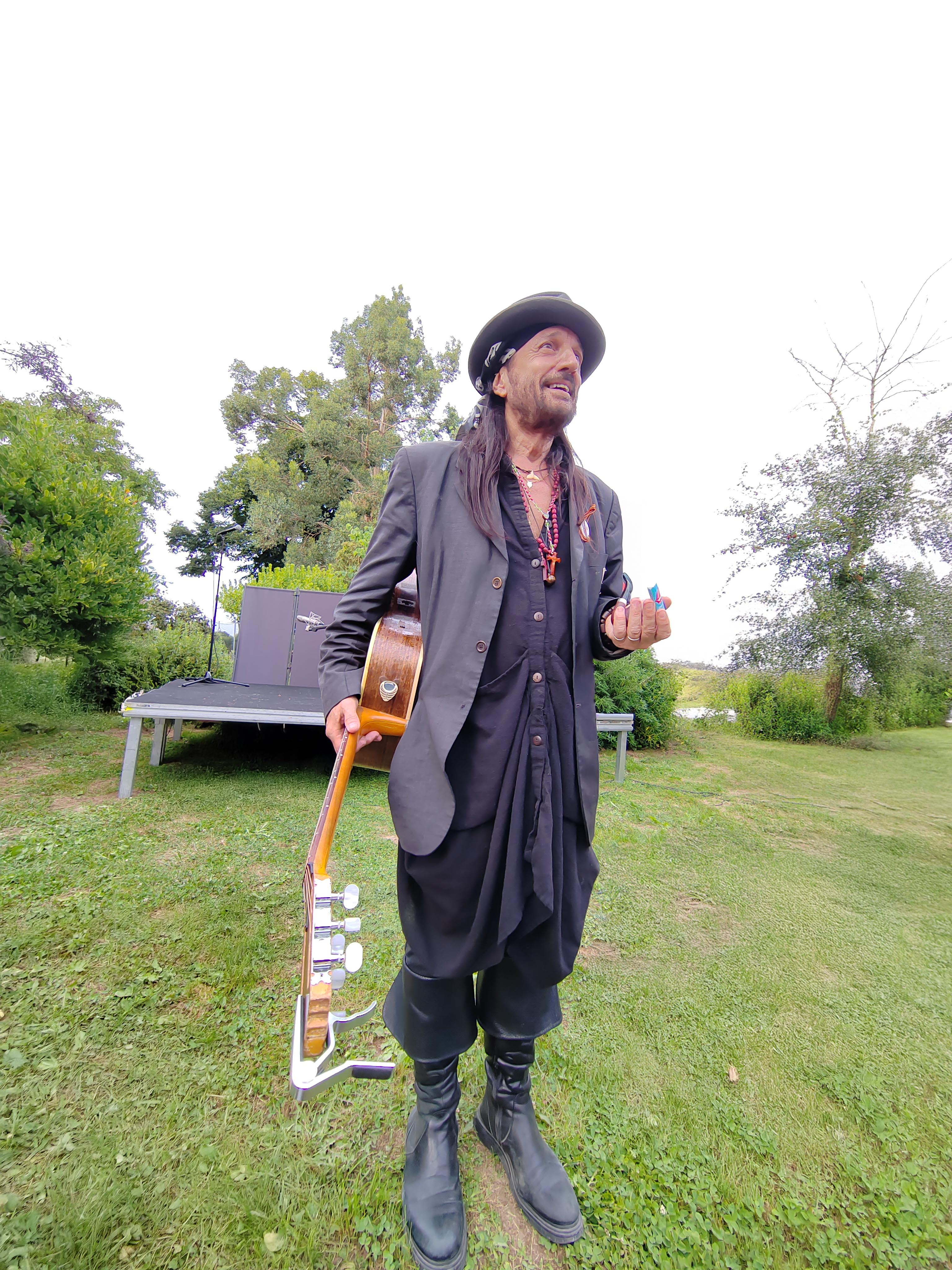
Francis Lalanne, le 8 août 2025 à Sens de Bretagne.

Il fait des concerts à Bobino et à l'hippodrome de Pantin en 1982, au Palais des congrès de Paris en 1984 et au Palais des sports de Paris en 1986. Il effectue aussi des tournées en France, Belgique, Suisse, Autriche, Allemagne, Algérie, au Canada et en Amérique latine.
En 1986, il compose la chanson du festival des Francofolies de La Rochelle, qu'il interprète avec de nombreux artistes. Sur la pochette du maxi 45T, au verso, il fait porter cette mention : « La culture française est celle qui a pensé la liberté au cœur du monde. C'est pourquoi, au nom de la francophonie, j'abandonne les droits d'auteur de Francofolies à Amnesty International pour la défense des Droits de l'Homme ».
Il classe deux chansons au Top 50 : On se retrouvera (no 1 en 1987) et Reste avec moi (no 11 en 1992).
En 2009, il décide de vendre sa maison et sa voiture et vit depuis lors sans domicile fixe. Sa compagne et ses quatre enfants partent vivre à Los Angeles.
En 2012, il participe à la saison 7 de la tournée Âge tendre et têtes de bois.
En 2014, il sort un disque en hommage à Léo Ferré, À Léo, avec le groupe Carré blanc.
En 2015, il parvient à financer son Cyber Tour, tour du monde culturel à la rencontre d'artistes issus de minorités, démarré en 2014, grâce au financement participatif de la plateforme KissKissBankBank.
Début février 2023, il annonce qu'il mettra un terme à sa carrière, après avoir rejoint l'humoriste antisémite Dieudonné pour son spectacle « La cage aux fous ».

### Vie privée
Francis Lalanne a été marié pendant quinze ans à Stella Sulak. Ils se sont séparés en 2008. Ils ont eu trois filles en 1994, 1995 et 1996, et un fils en 2007. 
Il vit avec Alice Poussin, née en 1997, avec qui il a eu une fille en novembre 2019,,.
En février 2023, à la suite de sa séparation avec Alice Poussin, il est condamné à 800 euros d'amende pour harcèlement moral, il lui est également interdit de se présenter au domicile de celle-ci.
Le 6 mars 2025, il est déclaré coupable de vol et de dégradation à l'encontre de son ex-compagne par le tribunal correctionnel d'Aix-en-Provence.
Francis Lalanne affirme ne rien posséder et mener une vie minimaliste, inspiré par Pierre Rabhi ou encore Diogène.

### Autres activités culturelles

#### Littérature
En plus de ses activités d'auteur-compositeur-interprète, Francis Lalanne écrit plusieurs romans et recueils de poésie, dont Adjedhora (1986), Le roman d'Arcanie (1993), Les Carnets de Lucifer (1994), D'amour et de mots (1997), Drac ou le soliloque du vampire (2003), Skizogrammes, Pantoums (2006) et Mère patrie, planète mère (2008). En 2021 est réédité son ouvrage Le journal de Joseph (1995) aux éditions Première Partie.

#### Théâtre
Il joue également au théâtre, dans des pièces du répertoire classique (Dom Juan de Molière, Coriolan de Shakespeare, Lorenzaccio d'Alfred de Musset, etc.) ou contemporain (M. Ibrahim et les Fleurs du Coran d'Éric-Emmanuel Schmitt). Il participe à la musique de Dieu, Shakespeare et moi de Woody Allen pour le théâtre de la Porte-Saint-Martin.

#### Cinéma
Au cinéma, il coproduit deux films (Le Passage en 1986 et 3615 code Père Noël en 1990, tous deux réalisés par son frère René Manzor), joue notamment dans le long métrage Marie de Nazareth de Jean Delannoy (1995), et réalise plusieurs courts métrages dont Sextine en 2005 avec Jean-Pierre Castaldi (avec qui il a joué dans le 5e épisode de la première saison de la série Les Aventures du jeune Indiana Jones en 1992 dans le rôle du Colonel Barc), Christian Décamps, chanteur et fondateur du groupe Ange, et Fabrice Éboué.

#### Doublage
Francis Lalanne prête sa voix au personnage de Quasimodo dans la version française du film Le Bossu de Notre-Dame des studios Disney. Il y chante entre autres Rien qu'un jour et Une douce lueur. Sa voix est également sollicitée pour Le Bossu de Notre-Dame 2. Il réitère l'expérience en 2002 avec Dragon rouge de Brett Ratner et Hero de Zhang Yimou, où il prête sa voix d'abord à Ralph Fiennes puis à Tony Leung Chiu-wai.

#### Télévision
Francis Lalanne fait une apparition dans la première saison de la série Les Aventures du jeune Indiana Jones en 1992, où il interprète le rôle de Barc, un gradé qui refuse le massacre inutile de ses hommes. L'épisode, le 5e de la première saison, s'intitule Verdun, septembre 1916, et est réalisé par René Manzor, son frère.
Au début de l'année 2003, Francis Lalanne participe à la série documentaire 60 jours 60 nuits diffusée sur Canal+ : une équipe filme 24h/24 le quotidien de deux célébrités, en l'occurrence Francis Lalanne et JoeyStarr.
En 2003, il participe à l'émission de télé-réalité Nice People. Reprenant le principe de Loft Story, elle propose de faire cohabiter, pendant deux mois et demi, douze jeunes représentants différents pays européens. Chaque semaine, une personnalité connue est invitée à passer la semaine avec les candidats. Francis Lalanne y est invité la 9e semaine.
À l'automne 2011, Francis Lalanne participe à la deuxième saison de l'émission Danse avec les stars sur TF1, aux côtés de la danseuse Silvia Notargiacomo, et termine cinquième de la compétition.
Le 22 décembre 2012, il participe, le temps d'une soirée, à l'émission spéciale « Danse avec les stars » fête Noël.
En 2012, Francis Lalanne participe à l'émission de télé Un dîner presque parfait sur M6. Il déclare être végétarien.
Dans les saisons 2016 et 2018 du jeu télévisé Fort Boyard (dont il a déjà été candidat en 2005), Francis Lalanne fait des apparitions ponctuelles et interprète le personnage Narcisse Lalanne, l'un des professeurs de la Boyard Academy : il fait passer aux candidats des épreuves « artistiques » liées aux arts, aux lettres et à la poésie (par exemple chanter tout en étant déconcentré par des insectes). Dans la saison 2018, en plus de garder son rôle de professeur, il signe plusieurs chansons rythmant les épreuves ou introduisant les principaux personnages du Fort (Blanche, Rouge, les Maîtres du temps, etc.). En 2019, le personnage n'est plus présent mais Francis Lalanne participe pour la deuxième fois à l'émission en tant que candidat.
En juillet 2020, Francis Lalanne porte plainte contre la production de Fort Boyard pour discrimination car il estime que s'il ne participe plus à l'émission en tant que Narcisse Lalanne, ce serait pour un problème d'assurance lié à l'épidémie de Covid-19 et à son âge. En mai 2022, le conseil de prud'hommes de Rochefort condamne la société de production à verser près de 10 000 euros d'indemnités à Francis Lalanne et lui rendre son chapeau de personnage de l'émission. Les dommages et intérêts sont cependant supprimés en appel.

#### Affaires
Il a été le gérant de l'entreprise Starlux, implantée à Périgueux, société qu'il avait racheté en 1997, puis devient le propriétaire des usines qui produisent les figurines Napoléon de la collection jusqu'à leur liquidation en 2003. D'aucuns l'ont, à ce titre, qualifié de bonapartiste[réf. nécessaire]. Il est à cette occasion accusé de vol.
Il a été directeur de collection pour Les Belles Lettres et aux éditions Atlas[Quand ?].
Passionné de football, il est, entre 2004 et 2013, le président de l'AS Fresnoy-le-Grand, club du district de l'Aisne (passée sous sa présidence du niveau inter-district à la division d'honneur en 2009). Son club monte en CFA2 pour la saison 2011-2012. Il est débarqué du club le 4 juin 2013 après des litiges ayant eu lieu au sein du club.

## Prises de position

### Opposition à Hadopi
En 2009, il s'oppose à la loi Hadopi, qu'il qualifie d'hypocrite et répressive. Il participe au collectif d'auteurs de l’ouvrage La Bataille Hadopi, qui dénonce une entreprise de contrôle des techniques et des usages d'Internet. Francis Lalanne annonce alors son engagement pour l'« art libre » par la sortie d'un disque, d'un film et d'un livre sous licence libre, déclarant que la finalité de l'art n'est pas de produire de l'argent mais de la conscience. En 2011, il publie le livre Révoltons-nous, sous Licence Art Libre.

### Engagement citoyen
Se définissant comme un « citoyen du monde », Francis Lalanne compose la chanson Dépolluer la planète contre le réchauffement climatique en 2007, puis, dénonçant la guerre du Darfour, écrit Des Casques bleus pour le Darfour et fonde l'association Apassassa (« Maintenant » en langue swahili).
Début 2019, il souhaite rejoindre la Gendarmerie nationale en tant que réserviste, mais il est recalé en raison d’un manquement au devoir de réserve et de neutralité à la suite de son soutien aux Gilets jaunes et de ses critiques envers le gouvernement.

### Soutien aux migrants
En 2015, durant la crise migratoire en Europe, et après avoir précédemment intitulé l’un de ses albums Sans papiers, sa chanson Plus jamais ça est mise en ligne. Son clip est alors critiqué pour son caractère macabre et dérangeant, tandis que le chanteur est qualifié de ridicule par des titres de presse et des internautes,.

### Politique

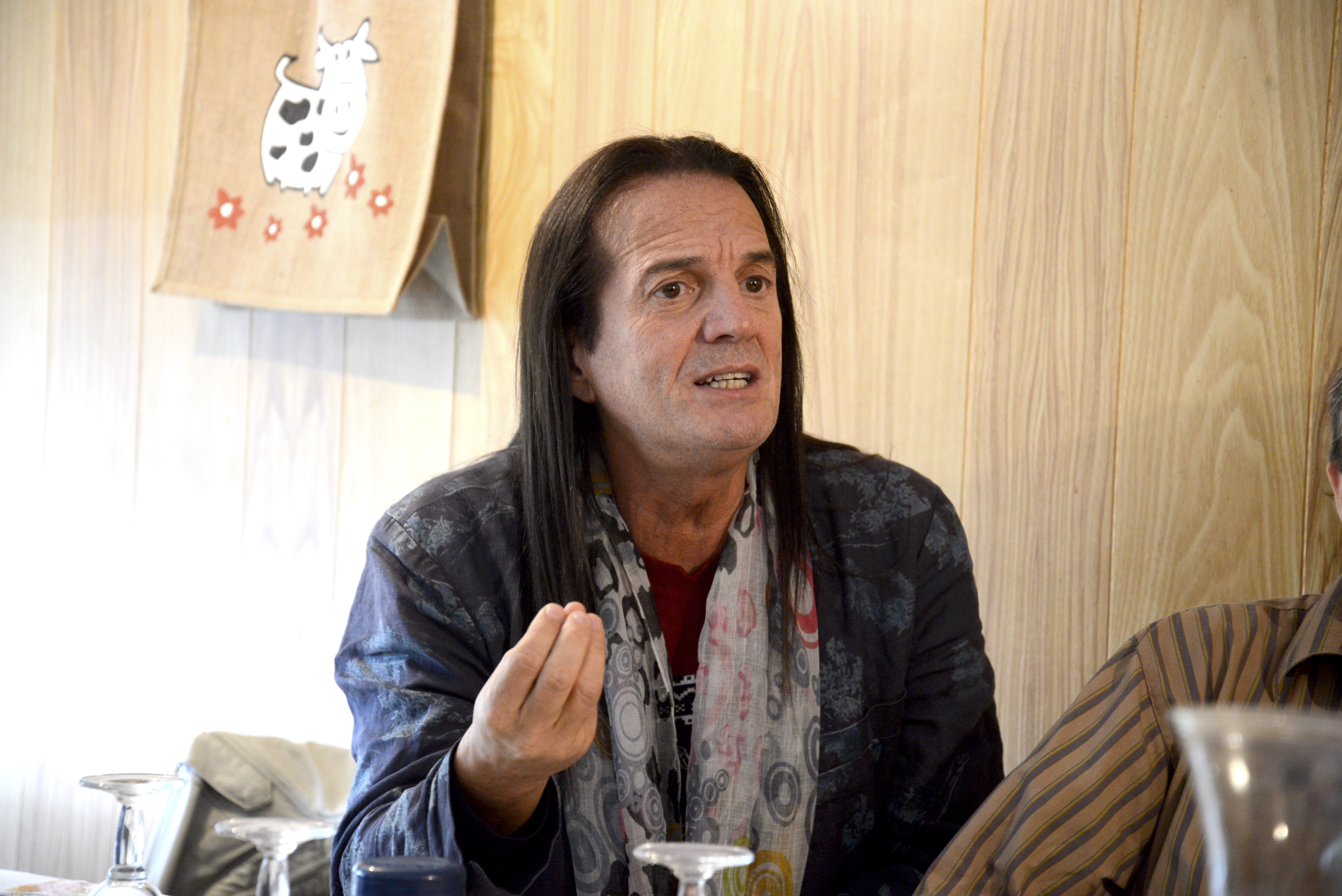
Francis Lalanne, le 07 juin 2017 à Dijon.

Candidat aux élections législatives de 2007 dans la deuxième circonscription du Bas-Rhin avec l'investiture du Mouvement écologiste indépendant (MEI) d'Antoine Waechter, Francis Lalanne obtient 3,5 % des voix des suffrages exprimés. Il figure ensuite en vingtième position sur la liste divers gauche menée par Sylvie Soulié pour les élections municipales de 2008 à Montauban (Tarn-et-Garonne) ; cette liste finit en dernière position du premier tour, avec 5,5 % des voix.
À l'occasion des élections européennes de 2009, il fait partie des porte-paroles de l'Alliance écologiste indépendante (AEI), dont il participe au lancement et qui regroupe le MEI, Génération écologie et La France en action, ; lors de ce scrutin, la liste conduite par Francis Lalanne dans la circonscription Sud-Est réunit 3,7 % des suffrages. Lors des élections législatives de 2017, il se présente comme suppléant du candidat divers gauche Jacques Borie dans la première circonscription de l'Essonne, dont Manuel Valls est le député sortant ; cette candidature recueille 1,1 % des suffrages exprimés au premier tour.
Après s'être rallié au mouvement des Gilets jaunes à la fin de l'année 2018, il lance un projet de liste intitulée « Rassemblement Gilets jaunes », en vue des élections européennes de 2019. Avec Jean-Marc Governatori, président de l'AEI, et plusieurs membres du projet Ralliement d'initiative citoyenne, il lance finalement la liste « Alliance jaune », qu'il conduit. Cette liste obtient 0,53 % des suffrages exprimés au niveau national.
Francis Lalanne se présente aux élections législatives françaises de 2022 dans la troisième circonscription de la Charente en tant que candidat « animaliste, écologiste, souverainiste, France Libre »,. Il reçoit 2,12 % des suffrages exprimés.
Lors de l'entre-deux tours de l'élection présidentielle française de 2022, il appelle à voter pour la candidate RN Marine Le Pen,.
Le 18 février 2024, Francis Lalanne annonce sa candidature aux élections européennes en tant que tête de liste de liste France libre présentée comme « une coalition d'associations citoyennistes ». Il fait liste commune avec Dieudonné,. Les colistiers disent vouloir proposer « une alternative à la dictature politicienne ». La liste ne récolte que 0,02 % des suffrages exprimés.  Il est déclaré inéligible pour 18 mois en avril 2025 pour ne pas avoir déposé ses comptes de campagne.

### Pandémie de Covid-19
En janvier 2021, pendant la pandémie de Covid-19, il publie une tribune sur le site FranceSoir, qui est jugée complotiste par de nombreux médias,. Il y dénonce une « tyrannie », demande aux parlementaires et à défaut aux militaires de « mettre fin à l'exercice du mandat de l'actuel président de la République », Emmanuel Macron, et appelle à la désobéissance civile afin d'obtenir « la réouverture de tous les espaces culturels, commerciaux et autres espaces de spectacle ou commerce frappés par des mesures discriminatoires et liberticides ». Les médias font remarquer que le fait de provoquer à la désobéissance des militaires est passible de poursuites. Une enquête est ouverte pour « provocation à la commission d'atteintes aux intérêts fondamentaux de la nation » mais celle-ci est classée sans suite par le parquet de Paris,. Il prend position publiquement pour appeler à une « union sacrée » contre Emmanuel Macron en faveur de Marine Le Pen lors du second tour de l'élection présidentielle de 2022,.

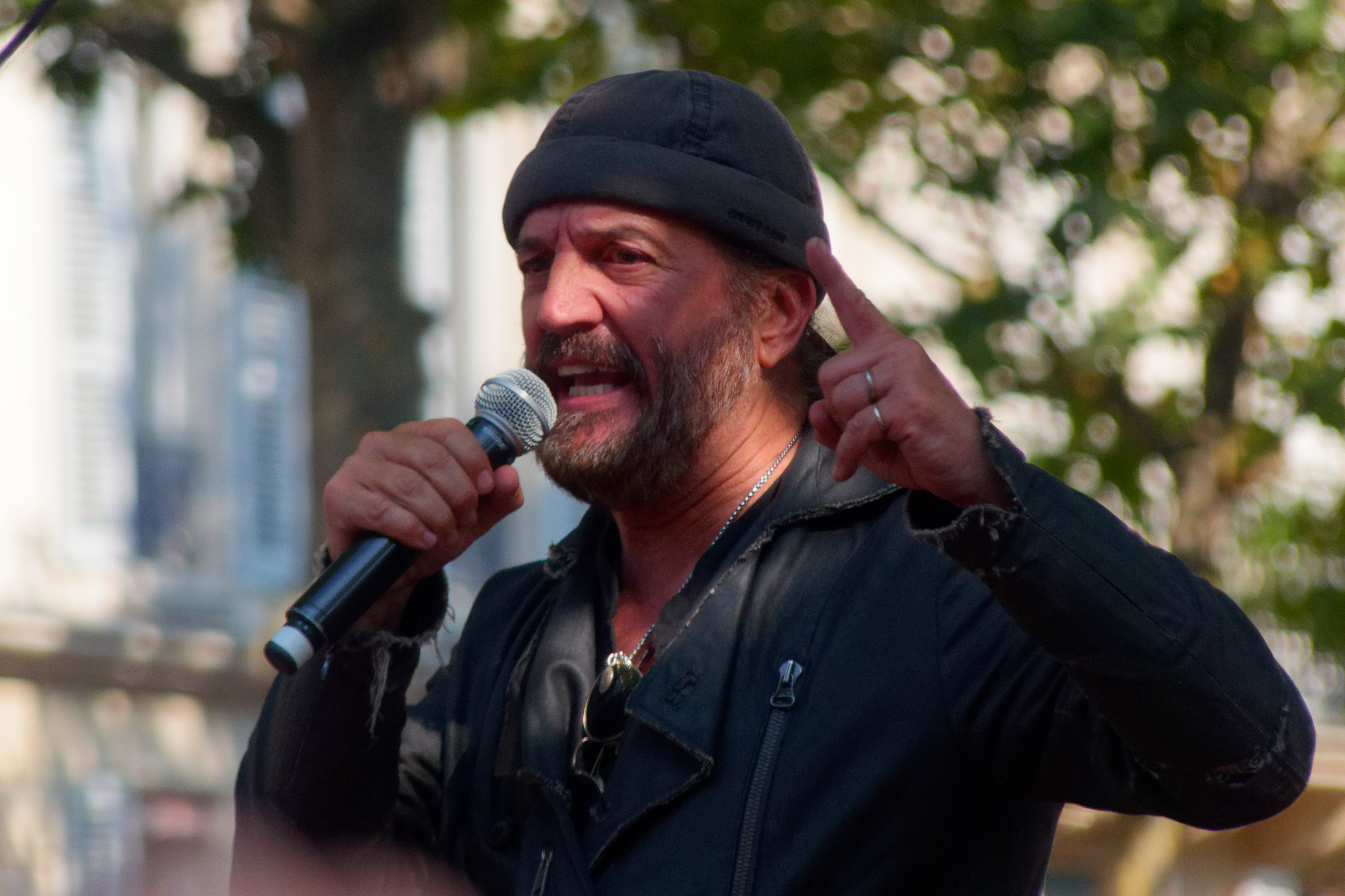
Francis Lalanne lors de la manifestation anti-pass à Paris le 21 juillet 2021.

Le 28 mars 2021, toujours durant la crise sanitaire, il tient un concert à Nice durant lequel il propose aux 350 spectateurs présents « de commettre un délit » sous les yeux des forces de l'ordre en s'embrassant, chose que la foule fait.
En juin 2021, lors d'un malaise du joueur Christian Eriksen durant une rencontre du championnat d'Europe de football, Francis Lalanne suggère sur Twitter une possible corrélation entre le vaccin contre la Covid-19 et l'arrêt du cœur du sportif, qui n'est pourtant pas vacciné. Son compte est suspendu après qu'il l'a utilisé pour comparer le vaccin anti-Covid à un « crime contre l'humanité ».
En janvier 2022, après la mort des frères Bogdanov des suites de la Covid-19, Francis Lalanne déclare que le vaccin contre cette maladie est un traitement expérimental qui ne procure pas l'immunité et qu'il « ne les aurait pas protégés davantage ». L'AFP Factuel contredit ses propos en indiquant que les vaccins « ont suivi les étapes imposées à chaque traitement avant une mise sur le marché » et que l'utilisation de la technologie de l'ARN messager, élaborée depuis près de 30 ans, s'est révélée très efficace contre le Covid.

### Mort de Halyna Hutchins
À la suite de la mort de Halyna Hutchins, en 2021, sur le tournage d'un film américain, Francis Lalanne relaie l'infox selon laquelle la chef opératrice a été assassinée pour avoir été en possession d'informations « qui conduiraient à l'arrestation d'Hillary Clinton » ; une fausse information reposant sur le message d'un compte Twitter usurpant l'identité de la défunte.

### Positions pro-russes durant la Guerre en Ukraine
Dès la première semaine de l'invasion de l'Ukraine par la Russie, le chanteur relaie l'infox selon laquelle Volodymyr Zelensky aurait quitté son pays pour se réfugier en Italie. L'infox est lancée en réalité par l'agence étatique russe RIA Novosti et reprise par les médias russes RT et Sputnik à des fins de propagande. En 2025, il se rend en Russie pour les commémorations du Jour de la Victoire et réalise un clip à la gloire du pays avec la chanteuse russe Elena Maximova,.

## Accusations / condamnations
Le texte peut changer fréquemment, n’est peut-être pas à jour et peut manquer de recul. 
Le titre et la description de l'acte concerné reposent sur la qualification juridique retenue lors de la rédaction de l'article et peuvent évoluer en même temps que celle-ci.

### Accusations de violences physiques et verbales
En février 2021, il fait l'objet d'une enquête pour « provocation à la commission d’atteintes aux intérêts fondamentaux de la Nation ». Cette enquête est classée sans suite par le parquet de Paris, qui juge l'infraction insuffisamment caractérisée.
Le 5 juin 2021, il est accusé d'avoir physiquement agressé le cadreur Paul Bouffard et le journaliste Paul Larrouturou, de l'émission Quotidien, venus faire un reportage sur les universités citoyennes à Avignon. Les médecins diagnostiquent un traumatisme crânien et une tendinite post-traumatique à l'épaule gauche pour Paul Bouffard et une entorse au poignet droit pour Paul Larrouturou,. Quotidien porte plainte contre Francis Lalanne. Alors que l'agression a été filmée et diffusée, Francis Lalanne conteste formellement avoir frappé les journalistes et son avocat Emmanuel Ludot déclare qu'il s'agit « d'une mise en scène grossière à laquelle cette émission est coutumière ». Ce dernier précise vouloir saisir le conseil de déontologie des journalistes, affirmant qu'« il s'est passé quelque chose qui n'est pas montré ».
En septembre 2021, il provoque une altercation dans un train après qu'une agente de la SNCF l'ait rappelé à l'ordre de porter un masque. Suite à ses injures et à son attitude très agitée, la contrôleuse porte plainte pour menaces.

### Condamnations pour vol et harcèlement moral
En février 2023, à la suite de sa séparation avec sa compagne, il est condamné à 800 euros d'amende pour harcèlement moral envers son ancienne conjointe, il lui est également interdit de se présenter au domicile de celle-ci.
Le 6 mars 2025, il est déclaré coupable de vol et de dégradation à l'encontre de son ex-compagne par le tribunal correctionnel d'Aix-en-Provence. Également accusé de ne pas avoir versé la pension alimentaire à son ex-compagne, avec qui il a eu une petite fille, il sera jugé le 2 octobre 2025 pour « abandon de famille ».

## Discographie

### Maxi 45 tours

Pochette (recto) de l'album Chansons pour la Paix (1982).
Pochette (verso) de l'album Chansons pour la Paix (1982).

### Single
- 2018 : Le Chant des supporters avec les Corsaires de Dunkerque, supporters des Bleus

### Participations
- 2002 : Bratis'Lalanne sur l'album des Bratisla Boys.
- 2022 : Pour mourir attends sur l'album "Le temps d'avant" d'Hugues Rambier.

### Musique de film
- 1986 : Le Passage, réalisé par son frère René Manzor et coproduit avec Daniel Champagnon et Alain Delon. Par ailleurs, la BO du film On se retrouvera, interprétée par le chanteur, atteindra la première place du hit parade en mars 1987. Elle a été composée par son autre frère, Jean-Félix Lalanne.

## Filmographie

### Télévision
- 1992 : Les Aventures du jeune Indiana Jones (série télévisée : saison 1, épisode 5 : Verdun, septembre 1916) : le colonel Barc
- 2016-2018 : Fort Boyard (jeu télévisé) : Narcisse Lalanne
- 2020 : Commissaire Magellan (série télévisée : saison 11, épisode 4) : Mike Malone

### Cinéma
- 1995 : Marie de Nazareth, de Jean Delannoy : Joseph
- 2008 : Astérix aux Jeux Olympiques, de Frédéric Forestier et Thomas Langmann : Francix Lalanix
- 2008 : Disco, de Fabien Onteniente : lui-même
- 2011 : La Marche de l'enfant Roi, de Magà Ettori (sélectionné au 64e Festival de Cannes (Short Film Corner)) : le sénateur Vasco
- 2011 : La Boutique de l'Orfèvre, de Paul de Larminat, d'après la pièce de Karol Wojtyła

### Doublage

#### Films
- 2002 : Dragon Rouge : Francis Dolarhyde (Ralph Fiennes)
- 2002 : Hero : Lame Brisée (Tony Leung Chiu-wai)

#### Films d'animation
- 1996 : Le Bossu de Notre-Dame : Quasimodo
- 2002 : Le Bossu de Notre-Dame 2 (Le Secret de Quasimodo) : Quasimodo

### Courts-métrages
- 2009 : Big H Story : Bobby Rock
- 2010 : Le Horla : Justin
- 2017 : La mort d'Olivier Bécaille : l'homme étrange
- 2021 : Carne, de Léo Sénécat

## Théâtre
- 1987 : Dom Juan, de Molière, mise en scène Jean-Luc Moreau (Festival d'Anjou, Festival de Ramatuelle, théâtre des Bouffes-du-Nord, théâtre des Célestins)
- 1996 : L'Affrontement, de Bill C. Davis, mise en scène de Stéphane Hillel, avec Jean Piat (théâtre Fontaine)
- 1998 : Coriolan, de Shakespeare, mise en scène de Jean Martinez
- 2000 : Don Quichotte, mise en scène de François Bourcier
- 2008 : Lorenzaccio, d'Alfred de Musset, mise en scène de Stéphane Gildas (Le Trianon)
- 2012 : M. Ibrahim et les Fleurs du Coran, d'Éric-Emmanuel Schmitt, mise en scène d'Anne Bourgeois
- 2013 : Inconnu à cette adresse, de Kressmann Taylor, lecture dirigée par Delphine de Malherbe (théâtre Antoine)
- 2016-2017 : Un tramway nommé Désir, de Tennessee Williams, Pierre Laville, de et avec Francis Lalanne (Collège de la Salle, Festival Off d'Avignon)
- 2016 : D'un commun accord, de Francis Lalane, avec Caroline Gaudfrin (pianiste) (Théâtre du Chien qui fume, Festival Off d'Avignon)
- 2017 : J'ai hâte d'aimer, de Géraldine Lonfat, Francis Lalanne, André Pignat (Théâtre du Balcon, Festival Off d'Avignon)
- 2020 : 10 Fables, de et par Francis Lalanne, accompagné d'Alice Poussin, théâtre des Vents, Festival Off d'Avignon
- 2021 : L'Assemblée des loups, de et par Francis Lalanne, accompagné d'Alice Poussin, Théâtre littéraire de la Clarencière, Bruxelles, de septembre à décembre 2021

Musique pour le théâtre :
- 1985 : Dieu, Shakespeare et moi, de Woody Allen, mise en scène de Jean-Louis Terrangle (théâtre de la Porte-Saint-Martin)

## Publications

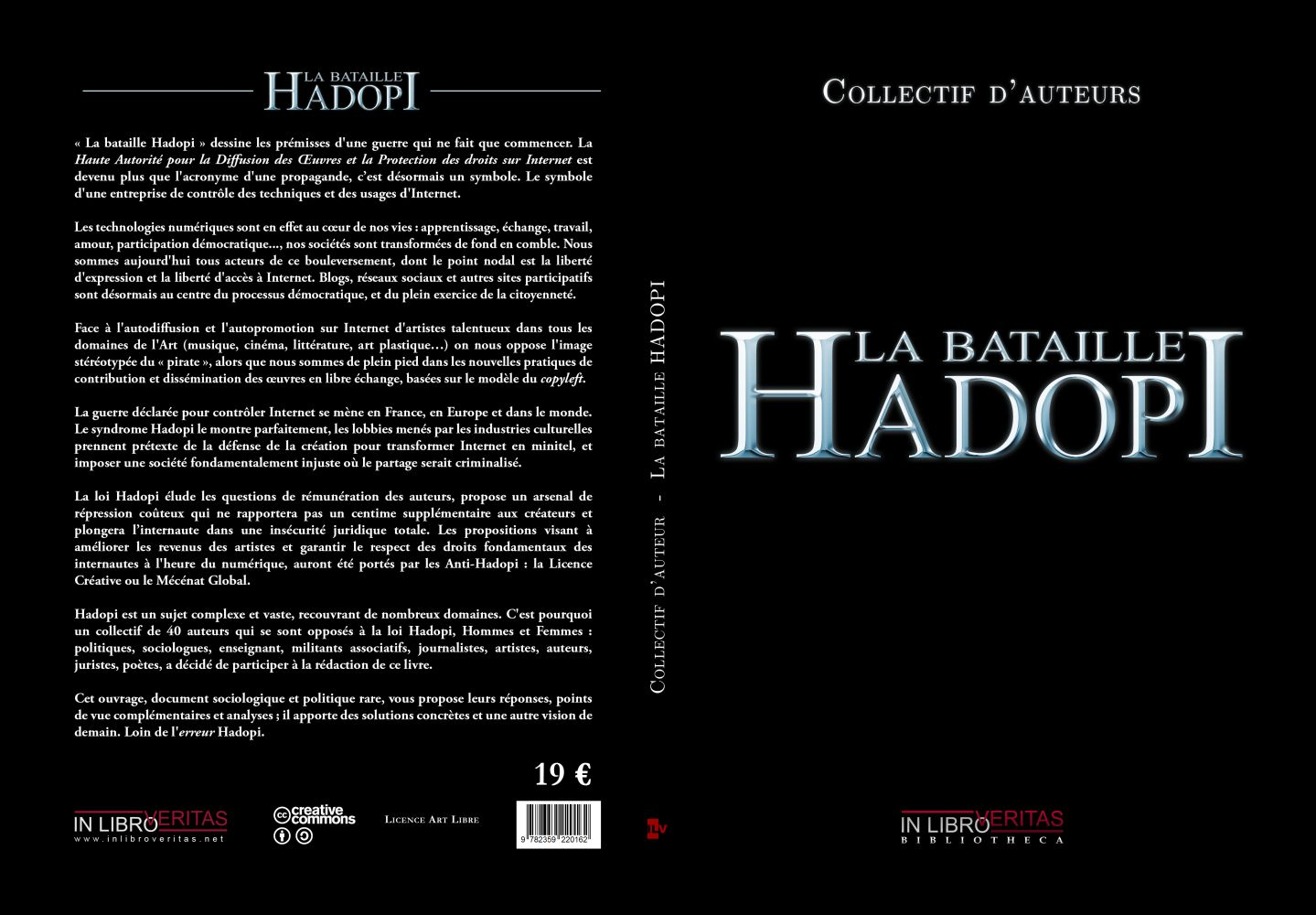
Couverture de La Bataille Hadopi, éditions InLibroVeritas, 2009.

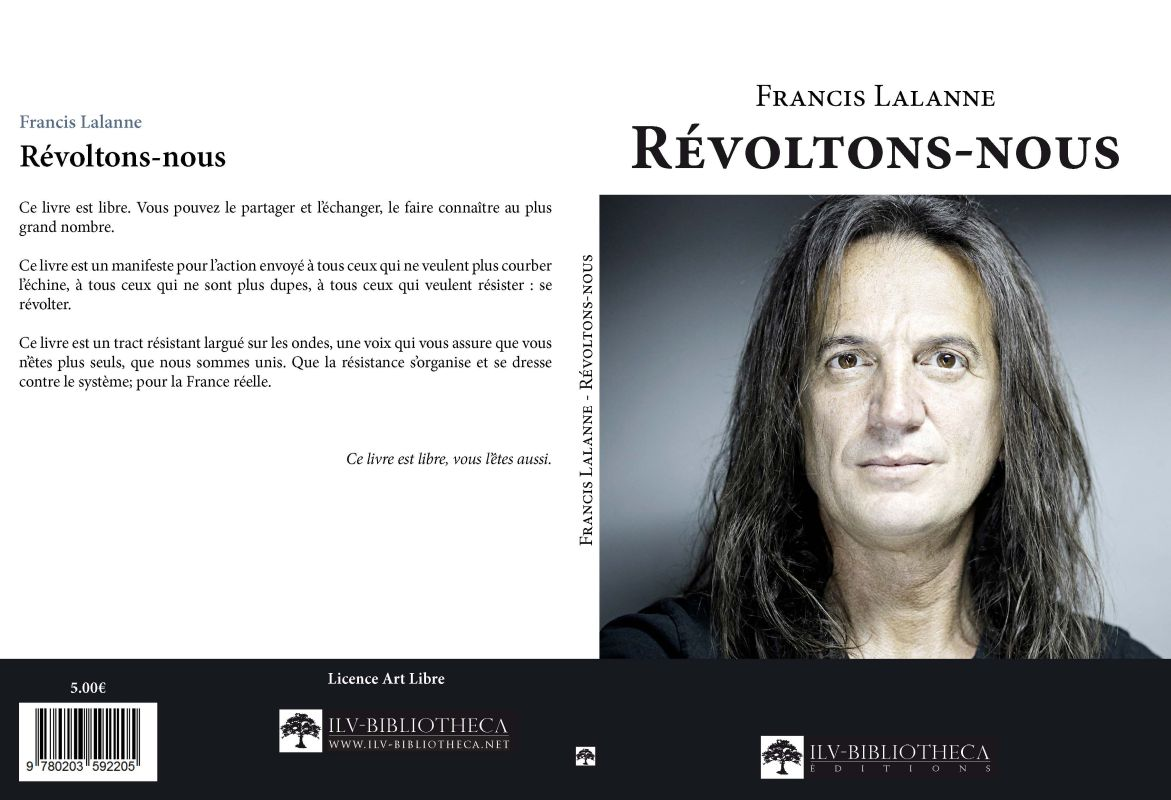
Couverture de Révoltons-nous, éditions InLibroVeritas, 2011.

Francis Lalanne a publié des romans, des recueils de poésie et des essais politiques.
- 1986 : Ajedhora, Flammarion.
- 1993 : Le Roman d'Arcanie, Les Belles Lettres. Roman poétique.
- 1994 : Les carnets de Lucifer, Les Belles Lettres.
- 1995 : Le journal de Joseph, éditions du Rocher.
- 1997 : D'amour et de mots, Les Belles Lettres. Illustrations de Francis Lalanne père. Poésie. Prix Tristan-Tzara, 1997.
- 1999 : Éliade ou l'idéale, Les Belles Lettres. Poésie.
- 2000 : Le Petit Livre de l'enfant, éditions du Rocher, avec Stella Sulak.
- 2003 : DRAC ou le soliloque du vampire, Les Belles Lettres. Poésie.
- 2006 : Skizogrammes, Pantoums, éditions Bibliophane.
- 2008 : Mère Patrie, Planète Mère, éditions Pascal Petiot. Lauriers verts de La Forêt des livres 2008 ; Prix du Traité de philosophie.
- 2009 : La Bataille Hadopi, éditions InLibroVeritas (collectif d'auteurs)[32].
- 2009 : Mise en demeure à Monsieur le Président de la République française, éditions Jean-Claude Gawsewitch. Poésie.
- 2009 : Grand Prix au concours annuel de l'association Société des poètes français.
- 2010 : De la propriété littéraire (préface), éditions Edysseus.
- 2011 : Révoltons-nous, éditions InLibroVeritas[35].
- 2014 : La Fille imaginée, éditions Fortuna. Poésie.
- 2015 : De mémoire amoureuse, éditions Fortuna. Poésie. Prix de poésie Forêt des livres 2015.
- 2020 : Pauvre Baudelaire ou les fleurs du mal dire, éditions Lamiroy.
- 2021 : L'Assemblée des loups, éditions Lamiroy.
- 2022 : Lettre en vers à l'occupant de l'Élysée, à la Représentation nationale et au peuple français, éditions Talma.
- 2024 : Le droit de résister, Auteurs Du Monde.

Francis Lalanne a dirigé la collection de compacts livres + CD Slam graffiti, aux éditions Les Belles Lettres qui a eu quelques publications.

## Distinctions
- 1987 : nomination avec Jean-Félix Lalanne aux 3e Victoires de la musique, pour la musique du film Le Passage
- 1996  : nomination au Molière du comédien dans un second rôle
- 1996 : nomination au Molière de la révélation théâtrale